# Allium insubricum
Espèce
Classification APG III (2009)
Allium insubricum, l'ail de Lombardie, est une espèce de plante à fleurs endémique de la région de Lombardie dans le nord de l'Italie ; il y porte le nom d'ail d' «Insubrie» (ancien nom de la région entourant la ville de Milan). L'espèce est cependant largement cultivée comme plante ornementale en raison de ses fleurs surprenantes.
Son lieu d'origine est le massif montagneux de Corni di Canzo. Il est adapté aux calcaires dolomitiques et pousse sur les pentes herbeuses et les éboulis stabilisés.
Allium insubricum est un bulbe herbacé vivace appartenant au genre Allium, qui comprend tous les oignons et ails culinaires et ornementaux.
Il a pour synonymes :
- Allium narcissiflorum var. insubricum (Boiss. & Reut.) Fiori ;
- Allium narcissiflorum subsp. insubricum (Boiss. & Reut.) Nyma.

## Description
Sa hauteur varie entre 10 et 40 cm. Ses feuilles plates et linéaires mesurent jusqu'à 10 mm de large et se rétrécissent vers la pointe. La hampe est courbée au sommet, de sorte que l'ombelle dans son ensemble pend vers le bas. Les fleurs sont peu nombreuses, généralement pas plus de cinq par ombelle, mais beaucoup plus grandes que la plupart des autres espèces du genre. Les tépales sont rose-rose violacé,.La période de floraison est de juin à aout. Les fruits sont des capsules.
Cette plante a remporté le Award of Garden Merit de la Royal Horticultural Society. L'ail de Lombardie préfère une position en plein soleil.
Allium narcissiflorum ressemble beaucoup à A. insubricum mais on la trouve à plus haute altitude (1400-2 000 m). Chez Allium insubricum, l'ombelle penche vers le bas au moment de la floraison et reste penchée lorsque les graines sont mûres. Par contre, chez Allium narcissiflorum, l'ombelle est penchée au moment de la floraison mais se redresse à maturité.
Comme la plupart des plantes bulbeuses, il est généralement planté sous forme de bulbe sec à l'automne. Cependant, il est également possible de le cultiver à partir de graines.